# Cécile Argiolasová
Cécile Argiolasová (* 6. červenec 1976 Toulouse, Francie) je bývalá francouzská sportovní šermířka, která se specializovala na šerm šavlí. Francii reprezentovala v devadesátých letech a v prvním desetiletí jednadvacátého století. Na olympijských hrách startovala v roce 2004 v soutěži jednotlivkyň. V roce 2002 obsadila třetí místo na mistrovství světa v soutěži jednotlivkyň a v roce 2002 získala titul mistryně Evropy. S francouzským družstvem šavlistek vybojovala v roce 2006 a 2007 titul mistryň světa a v roce 2007 titul mistryň Evropy.